# Louis Albrand
Pour les articles homonymes, voir Albrand.
Louis Étienne Albrand, né le 8 octobre 1949, est un homme politique français.

## Biographie

### Origines familiales
Louis Étienne Albrand est issu par son père d’une ancienne lignée de notaires delphinaux et de propriétaires terriens, avec de nombreux prélats : Étienne Albrand (1805-1853), vicaire du pape en Chine, et François Albrand (1803-1867), Supérieur des Missions étrangères de Paris (MEP), ainsi que Macaire Palluel (1885-1964), Supérieure générale de l’ordre de la Providence et par sa mère d’une lignée ancienne vaudoise.

### Éducation et formation
Docteur en médecine et interne des hôpitaux en 1976, Louis Albrand obtient l'année suivante son diplôme de gériatrie et de gérontologie sociale. En 1978, il est diplômé en médecine du travail et en hygiène industrielle. En 1984, il reçoit son diplôme d’économie politique et gestion des entreprises.
Il poursuit sa formation aux États-Unis, tout d'abord à l'Université de Floride. Il est diplômé en Prévention de l'alcoolisme et dépendance aux drogues en 1986. Puis, en 1979, il est un Visiting Scientist au laboratoire de neurobiologie de l'université Columbia, où il devient chargé de cours.

### Carrière professionnelle
Il servit à titre d’expert dans plusieurs rôles déterminants, notamment,,:
- Médecin-Directeur des Services de Réadaptation des Handicapés du Château de Beauvoir, Centre Hospitalier d’Évry, Essonne
- Médecin en Chef à l'Institution nationale des Invalides
- Médecin expert à la cour d'appel de Paris et à la cour de cassation
- Membre de plusieurs cabinets ministériels avec Simone Veil, Jacques Barrot, Albin Chalandon, Rachida Dati, et Christian Boutin
- Pendant 30 ans vice-président puis administrateur de l'ANRH, Association Nationale de Réinsertion des Handicapés, qui donne régulièrement du travail à 3000 handicapés. Plus de 1850 salariés et usagers dont 78% en situation de handicap

### Carrière politique
En 1986, Jacques Chirac, sur proposition du Garde des Sceaux Albin Chalandon, nomme Louis Albrand président de la mission interministérielle de lutte contre la drogue et la toxicomanie (MILDT). En 2009, il remet au gouvernement un rapport sur la prévention du suicide en prison,. Ses intérêts sont la réhabilitation des handicapés, la réduction des suicides en prison, la lutte contre l’usage de drogues illicites, et la médecine humanitaire.
Il est élu à plusieurs reprises conseiller municipal de Saint-Crépin en 1983 et 1989 (maire Alexis Barthélemy), puis en 2014 (maire Jean-Louis Queyras).[réf. nécessaire]
Candidat aux élections sénatoriales, Louis Albrand s'engage localement en politique en août 2014,. Il sollicite l'investiture LREM en mai 2017 pour les élections législatives dans la deuxième circonscription des Hautes-Alpes. En 2020, Louis Albrand porte plainte contre le gouvernement pour sa gestion de la pandémie de Covid-19,.
Dr Louis Abrand est désigné tête de liste Rassemblement national (RN) dans les Hautes-Alpes aux élections régionales de 2021 en Provence-Alpes-Côte d'Azur par Thierry Mariani (non encarté au Rassemblement National) et Gilles Pennelle (candidat RN en Bretagne), au préjudice du candidat RN pressenti, Nicolas Faure, délégué départemental du RN pour les Hautes-Alpes qui dénonce cette manœuvre d'appareil dans un article du Dauphiné Libéré. Les têtes de listes départementales Chantal Eyméoud (« Notre région d’abord ») et Louis Albrand (« Construisons la région de demain ») s’accusent mutuellement de fausses informations quant à leurs étiquettes politiques. Le 27 juin 2021, il est élu conseiller régional de la région Provence-Alpes-Côte d’Azur sous l’étiquette Droite populaire, il siège au Conseil régional dans le groupe « Construisons la région de demain »
À la suite de la dissolution de l'Assemblée nationale en juin 2024, il se porte candidat sous l'étiquette du RN pour la deuxième circonscription des Hautes-Alpes, avec une campagne axée sur la protection des frontières et la défense des agriculteurs et de la ruralité. Lors de ces élections législatives, Louis Albrand obtient au second tour 43% des suffrages.

## Ouvrages
- Destins Alpins, préface de Prof. Michel Carmona, Ed. l'Harmattan (2024)
- Les Vaudois, ces inconnus, préface de Chantal Delsol de l’Institut, l’Harmattan (2021)
- La Prison et la Mort, en collaboration in Thanatologie, éd. l'Esprit du Temps (2012)
- Conséquences psychosomatiques de la réclusion criminelle à perpétuité  (2012)
- La Médecine du désir, Ed. Le nouvel objet, Paris (2010)
- Deux Missionnaires haut-alpins en Extrême-Orient, in Revue d'Histoire de l'Église de France (2007)
- Contes alpins... autrement, en collaboration avec Maria-Grazia Grosso, Ed. du Fournel (2002)
- Les Chemins de Lumière, en collaboration avec Maria-Grazia Grosso, Ed. du Fournel (2001)
- Pour un droit à la vieillesse, en collaboration avec Jean-François Burgelin, Ed. Dalloz (2000)
- Expertise Gériatriques: certitudes et difficultés, Université de Bordeaux. Doc (1999)
- Dépression, Ed. du Fournel (1998)
- Toxicomanie / Pharmacodépendance, Ed. Masson (trad. en espagnol) (1988)
- Freud et la drogue, en collaboration avec Paul Guth et Pierre Chaunu, Ed. du Rocher (1987)
- Une immigration italienne, préf : E. D’addona, Hautes-Alpes

## Distinctions
- Officier de la Légion d'honneur (2018)[18]
- Officier de l'ordre national du Mérite
- Médaille des services militaires volontaires[réf. nécessaire]